# Kōichi Hirakida
Kōichi Hirakida (開田 幸一?, Hirakida Kōichi; Fukuoka, 7 maggio 1938 – 23 settembre 1993) è stato un nuotatore giapponese.

## Biografia
Ha rappresentato la sua nazionale ai giochi olimpici di Roma del 1960 e, con i compagni di squadra Keigo Shimuzu, Yoshihiko Ōsaki e Kazuo Tomita ha vinto la medaglia di bronzo nella 4x100 misti.

## Palmarès
- Giochi Olimpici

Roma 1960: bronzo nei 4x100 misti